# Albert Keller (Politiker)
Albert Keller (* 16. August 1885 in Reute; † 23. November 1962 ebenda; heimatberechtigt in Reute) war ein Schweizer Textilunternehmer, Gemeindepräsident, Kantonsrat und Nationalrat aus dem Kanton Appenzell Ausserrhoden.

## Leben
Albert Keller war ein Sohn von Albert Keller, Stickereifabrikant, und Anna Rechsteiner. Im Jahr 1914 heiratete er Ida Aebly, Tochter des Albert Aebly, Buchbindermeister. Er besuchte die Schulen in Reute und Berneck. Anschliessend absolvierte er eine Stickerei-Lehre in St. Gallen. Keller führte von 1905 bis 1957 und in den Jahren 1961 und 1962 nach dem Tod seines Sohns Albert Keller die väterliche Firma in Reute. Unter seiner Leitung wandelte sich das Unternehmen von einer sanierungsbedürftigen Handmaschinenstickerei zu einem blühenden Betrieb mit modernsten Stickautomaten. Daneben war Keller ab 1938 Verwaltungsrat der Stickerei-Treuhandgesellschaft St. Gallen und von 1943 bis 1962 Präsident des Solidaritätsfonds der Schifflisticker.
In Reute war er die dominierende Persönlichkeit. Er fungierte von 1911 bis 1936 als Gemeinderat. Von 1921 bis 1936 amtierte er als Gemeindehauptmann. Von 1921 bis 1948 sass er im Kantonsrat. Diesen präsidierte er von 1931 bis 1933. Ab 1935 bis 1951 war er Nationalrat der Freisinnig-Demokratischen Partei (FDP). Auf kantonaler Ebene war er ein energischer Kämpfer für eine Altersversicherung. Als Präsident der staatswirtschaftlichen Kommission von 1925 bis 1927, als erster Präsident der Finanzkommission ab 1938 bis 1948 und als Mitglied der Kantonalbankverwaltung in den Jahren 1934 bis 1962 galt er als Anwalt der finanzschwachen Gemeinden. Von 1952 bis 1963 amtierte er als Vizepräsident der Kantonalbankverwaltung.
Im eidgenössischen Parlament war Keller Mitglied von 49 Kommissionen. Er sass von 1939 bis 1943 in der Vollmachtenkommission. Ab 1939 bis 1941 war er Mitglied der Zolltarifkommission. Von 1943 bis 1947 hatte er einen Sitz in der Alkoholkommission und von 1947 bis 1951 in der Finanzkommission. Diese vier Kommissionen galten als die bedeutendsten. Er setzte sich unermüdlich für einen gerechteren Finanzausgleich zwischen den Kantonen, gegen Landflucht und für eine Alters- und Hinterlassenenversicherung (AHV) ein. Er ging als „Quellen-Keller“ in die parlamentarische Geschichte ein, da er zur Bewältigung der Kriegsausgaben eine einfache Quellensteuer und nicht die kompliziertere Verrechnungssteuer einführen wollte. Kellers politischen Handeln war stets um Ausgleich bemüht. Er engagierte sich von 1943 bis 1959 als Vorstandsmitglied der Appenzellischen Gemeinnützigen Gesellschaft sowie ab 1945 als Präsident der kantonalen Stiftung für das Alter. Keller unterstützte verschiedene karitative und soziale Einrichtungen. Für bedürftige Bewohner seiner Heimatgemeinde stiftete er den nach ihm benannten Hilfsfonds.